# 1924年12月德國國會選舉
1924年12月德國國會選舉在1924年12月7日舉行。德國社會民主黨在這次選舉中維持的最大黨派地位，在493個議席中獲得131個議席，投票率有78.8%。

各地得票率最高政黨